# Breidenstein
Breidenstein (mundartlich Brärrestäh) ist eine ehemals selbstständige Landstadt im Hessischen Hinterland und heute ein Stadtteil der Stadt Biedenkopf im mittelhessischen Landkreis Marburg-Biedenkopf. Breidenstein liegt am Unterlauf der Perf, die südlich des Ortes zum Perfstausee gestaut wird.

## Geographie

### Geographische Lage
Der Ort liegt nördlich von Breidenbach, südwestlich von Wallau/Lahn und südöstlich von Niederlaasphe und Amalienhütte am Rande des Hessischen Hinterlandes an der Grenze zum westfälischen Landesteil Nordrhein-Westfalens und dem Wittgensteiner Land und am Unterlauf der Perf. Am südlichen Ortsrand beginnt der 1993 angelegte Perfstausee, der sich bis an den Rand der Gemarkung zieht. Die Ortslage liegt auf einer weit vorspringenden, an der Perf schroff abfallenden Nase des Entenbergs, am nordwestlichen Rand des Gladenbacher Berglands.
Der historische Ortskern befindet sich im Bereich entlang der Schloßstraße. Im Lauf der Zeit weitete sich Breidenstein in Richtung Westen aus, die Straße Auf der Pforte / Brückenstraße verbindet die Neubaugebiete mit dem historischen Teil und dient zudem als einzige Verbindung zwischen den Teilen dies- und jenseits der Scheldetalbahn, durch deren Trasse der Ort zerschnitten wird.
Breidenstein selbst ist über die Bundesstraße 253, die bei Wallau von der Bundesstraße 62 nach Süden abzweigt, mit den umliegenden Orten verbunden und liegt etwa 304 m über NN. Die Gemarkung ist 844 Hektar groß (davon 34 ha Wald) und zurzeit gibt es um die 1300 Einwohner verteilt auf rund 180 Häuser.

### Siedlungen und Wüstungen
Auf der Gemarkung von Breidenstein liegen die Wüstung Melsbach und der Hof Roßbach, die beide einst eigene Gemeinden bildeten.

### Geologie
Da der Ort zu den Ausläufern des Rheinischen Schiefergebirges zählt, ist der Schiefer „Wissenbacher Stufe“ die vorherrschende Gesteinsformation. Durch die niedrigen Ertragsmesszahlen unter 30 und die Höhenlage, gehört Breidenstein zu den „von der Natur benachteiligten Gebieten“, wie alle Gemeinden im Naturraum „Breidenbacher Grund“. Unter diesen schwierigen Bedingungen hat die Landwirtschaft immer mehr an Bedeutung verloren, heute ist sie fast vollständig aus dem Ortsbild verschwunden.

### Klima
Klimatisch liegt Breidenstein wie der gesamte Breidenbacher Grund im Grenzbereich der beiden Klimaräume Nordwest- und Südwestdeutschland, die sich im Bereich Mittelhessen trennen. Das heißt, es gibt sowohl maritime als auch festländische Einflüsse. Das Klima wird daher durch verhältnismäßig kühlere Sommer, aber auch nicht-alpine Wintertemperaturen gekennzeichnet, wobei Niederschläge von durchschnittlich ca. 900 mm ganzjährig fallen.

## Geschichte

### Ortsgeschichte
Im Jahre 1395 folgte die erste eindeutig Breidenstein zuzuordnende urkundliche Erwähnung. Damals errichteten die Herren von Breidenbach zu Breidenstein eine Burg auf dem Haubenberg, von der heute nur noch Grundmauern zu sehen sind. Infolgedessen bekamen die Gebrüder Gerlach und Johann von Breidenbach am 8. Januar 1398 vom römisch-deutschen König Wenzel in Frankfurt am Main das Recht, zu ihrer „Feste Preitenstein uff der Lone gelegen“ (oberhalb der Lahn) ein „Städtlein“ zu bauen, es wurden also die Stadtrechte verliehen. Die ersten Siedler, die sich am Südhang des Haubenberges, unterhalb der Burg niederließen, kamen wohl aus dem südwestlich gelegenen, durch Abwanderung nach Breidenstein inzwischen wüst gefallenen Ort Melsbach.
Lange wurde von einer 118 Jahre früheren früheren Ersterwähnung im Jahre 1277 ausgegangen. Auf Basis dieses Datums wurden auch schon Jubiläen gefeiert, jedoch wurde wegen vereinzelten Bedenken wegen der Richtigkeit des Datums im Vorfeld des vermeintlichen 750-jährigen Ortsjubiläums Fachkenntnis herangezogen: Der Historiker Kristian Bosselmann-Cyran machte im Rahmen einer Sitzung des Ortsbeirats eindeutig klar, dass in der entsprechenden Urkunde keine namentliche Erwähnung des Ortes erfolgte, sondern nur der Bau einer Burg genehmigt wurde.
Von 1712 bis 1714 wurde das heutige Schloss Breidenstein erbaut. Der langgestreckte Bau mit Fachwerkobergeschoss und zwei Zwerchgiebeln hat innen eine schwere Balustertreppe und außen mittelalterliche Befestigungsanlagen von 1394 und ist bis heute in Privatbesitz derer von Breidenbach zu Breidenstein. 1802 bekam Breidenstein Marktrechte, der Breidensteiner Markt konnte sich allerdings nicht gegen die älteren und größeren Märkte in Biedenkopf und Laasphe durchsetzen. Ähnlich verhielt es sich mit den Stadtrechten: zwischen den aufstrebenden Städten Biedenkopf und Laasphe und dem alten Verwaltungsmittelpunkt Breidenbach konnte sich Breidenstein nie wirklich entwickeln.
Die Statistisch-topographisch-historische Beschreibung des Großherzogthums Hessen berichtet 1830 über Breidenstein:

„Breidenstein (L. Bez. Battenberg) Stadt; liegt 4 3⁄4 St. von Battenberg an der Perf, und gehört dem Freiherrn von Breidenstein, hat 41 Häuser und 311 evangel. Einw. Man findet 2 adelige Höfe, 1 Mahl- und Oelmühle und 1 Eisenhammer. Dieser, welcher an der Lahn liegt und privat ist, besteht aus einem Feuer und bezieht das Roheisen von der Ludwigshütte. Hier, so wie überhaupt im Breidenbacher Grund, werden viele wollene und leinene Strümpfe gestrickt, und solche weit und breit im In- und Auslande verkauft. – Im Jahr 1395 trugen Gerlach und Johann von Breidenbach dem Landgrafen Hermann den Hubenberg mit dem burglichen Bau, den sie auf demselben bauen wollten (das Schloß Breidenstein), zu Lehen auf, und 1398 erhielten dieselben vom Kaiser Wenzel eine Urkunde, um zu ihrer Veste, genannt Breidenstein, auf der Lahn gelegen, ein Städtlein bauen zu dürfen, wodurch sie Reichsritter wurden.“

1936 wurde dem eher dörflich geprägten Breidenstein schließlich das Stadtrecht aberkannt. Folgend ordnete der Landrat des Landkreises Biedenkopf an, die Ortseingangsschilder mit der Aufschrift „Stadt Breidenstein“ zu entfernen. Trotz zweimaliger Aufforderung kam der Bürgermeister dieser nicht nach. Daraufhin ließ der Landrat die Schilder durch Polizeibeamte entfernen. Bereits am 30. September 1953 verfügte der Regierungspräsident in Wiesbaden, dass die 1398 von König Wenzel verliehenen Stadtrechte in der Zeit des Nationalsozialismus nicht rechtswirksam aberkannt worden waren. Die Wiederverleihung der Stadtrechte wurde am 4. September 1954, unter großer Beteiligung der Bevölkerung, festlich begangen. Den Höhepunkt dieses Festes bildete eine Feierstunde im Hof des Schlosses der Freiherren von Breidenbach zu Breidenstein an auch Vertreter der hessischen Landesregierung, des Landkreises Biedenkopf und die Bürgermeister der benachbarten Gemeinden teilnahmen. Verbunden mit der Wiederverleihung der Stadtrechte, erhielt Breidenstein auch die offizielle Genehmigung zum Führen eines Stadtwappens und einer Stadtflagge (siehe Abschnitt „Wappen“).
Hessische Gebietsreform (1970–1977)
Zum 1. Juli 1974 wurde die Stadt Biedenkopf im Zuge der Gebietsreform in Hessen mit der Stadt Breidenstein, der Gemeinde Wallau (Lahn) und dem Ortsteil Katzenbach der Gemeinde Buchenau (Lahn) durch Landesgesetz zur erweiterten Stadt Biedenkopf zusammengeschlossen, nachdem andere Pläne der Breidensteiner Gemeindevertreter zur Beibehaltung der Stadtrechte und Bildung einer erweiterten Stadt Breidenstein mit den Gemeinden Wallau (Lahn), Weifenbach und Wiesenbach gescheitert waren. Für alle ehemals eigenständigen Gemeinden von Biedenkopf wurde je ein Ortsbezirk mit Ortsbeirat und Ortsvorsteher nach der Hessischen Gemeindeordnung gebildet.
1998 wurde das 600-jährige Jubiläum der Verleihung der Stadtrechte mit einem mehrtägigen Fest groß gefeiert.

### Verwaltungsgeschichte im Überblick
Die folgende Liste zeigt die Staaten und Verwaltungseinheiten, denen Breidenstein angehört(e):
- vor 1567: Heiliges Römisches Reich, Landgrafschaft Hessen, Amt Blankenstein
- ab 1567: Heiliges Römisches Reich, Landgrafschaft Hessen-Marburg, Amt Blankenstein[15]
- 1604–1648: strittig zwischen Hessen-Kassel und Hessen-Darmstadt (Hessenkrieg)
- ab 1604: Heiliges Römisches Reich, Landgrafschaft Hessen-Kassel, Amt Blankenstein
- ab 1627: Heiliges Römisches Reich, Landgrafschaft Hessen-Darmstadt, Oberfürstentum Hessen, Amt Blankenstein[16]
- ab 1806: Großherzogtum Hessen,[Anm. 2] Fürstentum Oberhessen, Amt Blankenstein[17][18]
- ab 1815: Großherzogtum Hessen, Provinz Oberhessen, Amt Blankenstein[19]
- ab 1821: Großherzogtum Hessen, Provinz Oberhessen, Landratsbezirk Battenberg[Anm. 3]
- ab 1832: Großherzogtum Hessen, Provinz Oberhessen, Kreis Biedenkopf
- ab 1848: Großherzogtum Hessen, Regierungsbezirk Biedenkopf
- ab 1852: Großherzogtum Hessen, Provinz Oberhessen, Kreis Biedenkopf
- ab 1867: Königreich Preußen,[Anm. 4] Provinz Hessen-Nassau, Regierungsbezirk Wiesbaden, Kreis Biedenkopf (übergangsweise Hinterlandkreis)[16]
- ab 1871: Deutsches Reich, Königreich Preußen, Provinz Hessen-Nassau, Regierungsbezirk Wiesbaden, Kreis Biedenkopf
- ab 1918: Deutsches Reich (Weimarer Republik), Freistaat Preußen, Provinz Hessen-Nassau, Regierungsbezirk Wiesbaden, Kreis Biedenkopf
- ab 1932: Deutsches Reich, Freistaat Preußen, Provinz Hessen-Nassau, Regierungsbezirk Wiesbaden, Kreis Dillenburg
- ab 1933: Deutsches Reich, Freistaat Preußen, Provinz Hessen-Nassau, Regierungsbezirk Wiesbaden, Kreis Biedenkopf
- ab 1944: Deutsches Reich, Freistaat Preußen, Provinz Nassau, Landkreis Biedenkopf
- ab 1945: Amerikanische Besatzungszone,[Anm. 5] Groß-Hessen, Regierungsbezirk Wiesbaden, Landkreis Biedenkopf
- ab 1946: Amerikanische Besatzungszone,  Land Hessen, Regierungsbezirk Wiesbaden, Landkreis Biedenkopf
- ab 1949: Bundesrepublik Deutschland, Land Hessen (seit 1946), Regierungsbezirk Wiesbaden, Landkreis Biedenkopf
- ab 1968: Bundesrepublik Deutschland, Land Hessen, Regierungsbezirk Darmstadt, Landkreis Biedenkopf
- ab 1974: Bundesrepublik Deutschland, Land Hessen, Regierungsbezirk Kassel, Landkreis Marburg-Biedenkopf, Stadt Biedenkopf[Anm. 6]
- ab 1981: Bundesrepublik Deutschland, Land Hessen, Regierungsbezirk Gießen, Landkreis Marburg-Biedenkopf, Stadt Biedenkopf

## Bevölkerung

### Einwohnerstruktur 2011
Nach den Erhebungen des Zensus 2011 lebten am Stichtag dem 9. Mai 2011 in Breidenstein 1341 Einwohner. Darunter waren 69 (5,1 %) Ausländer. Nach dem Lebensalter waren 267 Einwohner unter 18 Jahren, 555 zwischen 18 und 49, 261 zwischen 50 und 64 und 258 Einwohner waren älter. Die Einwohner lebten in 531 Haushalten. Davon waren 144 Singlehaushalte, 141 Paare ohne Kinder und 198 Paare mit Kindern, sowie 36 Alleinerziehende und 12 Wohngemeinschaften. In 114 Haushalten lebten ausschließlich Senioren und in 351 Haushaltungen lebten keine Senioren.

### Einwohnerentwicklung
| Quelle: Historisches Ortslexikon |                                                               |
| • 1577:                          | 23 Hausgesesse                                                |
| • 1630:                          | 19 Hausgesesse                                                |
| • 1677:                          | 17 Männer 2 Witwen, 3 Jungmannschaften, 9 ledige Mannschaften |
| • 1742:                          | 24 Haushalte                                                  |
| • 1791:                          | 205 Einwohner                                                 |
| • 1800:                          | 205 Einwohner                                                 |
| • 1806:                          | 263 Einwohner, 34 Häuser                                      |
| • 1829:                          | 311 Einwohner, 41 Häuser                                      |

| Breidenstein: Einwohnerzahlen von 1791 bis 2011 | Breidenstein: Einwohnerzahlen von 1791 bis 2011 | Breidenstein: Einwohnerzahlen von 1791 bis 2011 | Breidenstein: Einwohnerzahlen von 1791 bis 2011 | Breidenstein: Einwohnerzahlen von 1791 bis 2011 |
| --- | ----------------------------------------------- | ----------------------------------------------- | ----------------------------------------------- | ----------------------------------------------- |
| Jahr |                                                 |                                                 |                                                 | Einwohner                                       |
| 1791 | 1791                                            |                                                 | 205                                             | 205                                             |
| 1800 | 1800                                            |                                                 | 205                                             | 205                                             |
| 1806 | 1806                                            |                                                 | 263                                             | 263                                             |
| 1829 | 1829                                            |                                                 | 311                                             | 311                                             |
| 1834 | 1834                                            |                                                 | 369                                             | 369                                             |
| 1840 | 1840                                            |                                                 | 369                                             | 369                                             |
| 1846 | 1846                                            |                                                 | 369                                             | 369                                             |
| 1852 | 1852                                            |                                                 | 393                                             | 393                                             |
| 1858 | 1858                                            |                                                 | 354                                             | 354                                             |
| 1864 | 1864                                            |                                                 | 407                                             | 407                                             |
| 1871 | 1871                                            |                                                 | 412                                             | 412                                             |
| 1875 | 1875                                            |                                                 | 448                                             | 448                                             |
| 1885 | 1885                                            |                                                 | 431                                             | 431                                             |
| 1895 | 1895                                            |                                                 | 492                                             | 492                                             |
| 1905 | 1905                                            |                                                 | 529                                             | 529                                             |
| 1910 | 1910                                            |                                                 | 588                                             | 588                                             |
| 1925 | 1925                                            |                                                 | 615                                             | 615                                             |
| 1939 | 1939                                            |                                                 | 709                                             | 709                                             |
| 1946 | 1946                                            |                                                 | 1.043                                           | 1.043                                           |
| 1950 | 1950                                            |                                                 | 1.095                                           | 1.095                                           |
| 1956 | 1956                                            |                                                 | 1.120                                           | 1.120                                           |
| 1961 | 1961                                            |                                                 | 1.136                                           | 1.136                                           |
| 1967 | 1967                                            |                                                 | 1.400                                           | 1.400                                           |
| 1971 | 1971                                            |                                                 | 1.396                                           | 1.396                                           |
| 1980 | 1980                                            |                                                 | ?                                               | ?                                               |
| 1990 | 1990                                            |                                                 | ?                                               | ?                                               |
| 2000 | 2000                                            |                                                 | ?                                               | ?                                               |
| 2011 | 2011                                            |                                                 | 1.341                                           | 1.341                                           |
| Datenquelle: Historisches Gemeindeverzeichnis für Hessen: Die Bevölkerung der Gemeinden 1834 bis 1967. Wiesbaden: Hessisches Statistisches Landesamt, 1968. Weitere Quellen: LAGIS; Stadt Biedenkopf: 1971; Zensus 2011 |                                                 |                                                 |                                                 |                                                 |

### Historische Religionszugehörigkeit
| Quelle: Historisches Ortslexikon |                                                                     |
| • 1830:                          | 311 evangelische (= 100 %) Einwohner                                |
| • 1885:                          | 431 evangelische (= 100 %) Einwohner                                |
| • 1961:                          | 969 evangelische (= 85,30 %), 153 katholische (= 13,47 %) Einwohner |

### Erwerbstätigkeit
| • 1867: | Erwerbspersonen: 120 Landwirtschaft, 3 Verkehr, 57 persönliche Dienstleistungen, eine Gesundheitspflege, 7 Personen ohne Berufsangabe. |
| • 1961: | Erwerbspersonen: 140 Land- und Forstwirtschaft, 320 produzierendes Gewerbe, 65 Handel und Verkehr, 44 Dienstleistungen und Sonstiges.  |

## Politik

### Ortsbeirat
- SPD: 3
- CDU: 2

Breidenstein verfügt als Ortsbezirk über einen Ortsbeirat, bestehend aus fünf Mitgliedern, dessen Vorsitzender ein Ortsvorsteher ist. Bei den Kommunalwahlen in Hessen 2021 betrug die Wahlbeteiligung zum Ortsbeirat 41,19 %. Der Ortsbeirat wählte Manfred Schmidt (SPD) zum Ortsvorsteher.

### Wappen
Am 5. Juni 1954 genehmigte der Hessische Minister des Innern das Wappen mit folgender Beschreibung:
| Wappen von Breidenstein | Blasonierung: „Im gespaltenen Schild vorn in schwarzem Feld drei goldene Kleeblätter untereinander und hinten im goldenen Feld eine schwarze Wolfsangel, die sich der Gestalt eines großen B annähert.“ |
| Wappen von Breidenstein | Wappenbegründung: „Ein Wappen der Gemeinde Breidenstein ist nicht überliefert, obwohl der Ort 1398 von König Wenzel Stadtrechte erhielt, die es bis zum Ende des vorigen Jahrhunderts beibehalten hat. Da sich mit dem Stadtrecht jedoch in der Regel das Recht auf Wappenführung verband, ist anzunehmen, dass der Ort in früherer Zeit ein solches Wappen geführt hat, wenn es uns auch nicht mehr bekannt ist, so dass der Wunsch der Gemeinde nach einem eigenen Wappen durchaus begründet ist. Die Stadtgeschichte ist aufs engste mit der Geschichte des ortsadeligen Geschlechts der Freiherren von Breidenbach zu Breidenstein verbunden und infolgedessen war das Anliegen der Gemeinde berechtigt, ihr eigenes Wappen mit dem Wappen der Herren von Breidenbach zu Breidenstein in bildlichen Zusammenhang zu bringen. Auf dieser Grundlage hat das Staatsarchiv den im beiliegenden Muster ausgeführten Vorschlag gemacht, der vorn drei Kleeblätter und hinten eine Wolfsangel zeigt, die sich der Gestalt eines großen B annähert. Auf diese Weise erhält die Gemeinde ein Wappen, das nicht nur die Farben des Wappens der Herren von Breidenbach zu Breidenstein verwendet, sondern auch die beiden Bildzeichen, die Kleeblätter wie die Wolfsangel, daraus übernimmt, zugleich aber so verändert, dass das Wappen der Herren von Breidenbach zu Breidenstein nicht damit identifiziert werden kann. Durch die B-förmig gestaltete Wolfsangel besitzt die Gemeinde zugleich ein redendes Bild in Form eines Gemerkes, das den Anfangsbuchstaben des Ortswappens darstellt. Das auf diese Weise gebildete charakteristische Wappenzeichen ist von dem Heraldiker des Staatsarchivs unter dessen Aufsicht hergestellt worden und bildmäßig einwandfrei.“ (Gutachten vom 22. April 1954, Hessisches Hauptstaatsarchiv Wiesbaden) |

### Flagge
Am 23. Dezember 1954 genehmigte der Hessische Minister des Innern die Flagge mit folgender Beschreibung:

„In einem von Gold und Schwarz geteilten Flaggenfeld das städtische Wappen, das vorne in Schwarz 3 goldene Kleeblätter untereinander und hinten in Gold eine schwarze Wolfsangel, die sich der Gestalt eines großen B annähert, darstellt.“

## Kultur und Sehenswürdigkeiten

### Bauwerke
An Sehenswürdigkeiten gibt es das Schloss Breidenstein, die säkularisierte Kapelle, den Perfstausee sowie einen historischen Brunnen („Komp“ genannt).

### Regelmäßige Veranstaltungen
Alljährlich findet in Breidenstein die traditionelle Zeltkirmes statt, die von der Burschenschaft „Schmidt 1910“ Stadt Breidenstein veranstaltet wird.

### Vereine
In Breidenstein gibt es für die Sportler zwei Rasenplätze in einer Größe von 68 × 105 Meter mit Umkleidehaus. Seit dem Jahr 1915 gibt es den TSV 1915 Breidenstein, der seit dem Aufstieg 2013 in der Kreisliga A Biedenkopf spielt. Heimspielstätte ist das Hammerstadion (Naturrasen). Es gibt einen Männerchor (MGV Eintracht 1869 Breidenstein) und einen Frauenchor (Frauenchor 1981 Breidenstein e. V.). Die Rockband Silent Seven stammt aus dem Ort.

### Kirchengemeinden
Der Ort verfügt über eine evangelisch-lutherische Kirchengemeinde sowie über eine Freie evangelische Gemeinde.

## Wirtschaft und Infrastruktur

### Industrie und Gewerbe
Südwestlich, entlang der Bundesstraße 253, schließt an den Ort das Gewerbegebiet „Auf dem Goldberg“ an, wo einige mittelständische Unternehmen angesiedelt sind. Angedacht ist eine Erweiterung dieses Gebietes in Richtung Elsbachtal, möglicherweise auch ein Interkommunales Gewerbegebiet mit Breidenbach entlang der Scheldetalbahn bis zur Boxbachstraße mit einem kleinen Güterbahnhof (siehe auch Abschnitt „Zukunft“ im Artikel „Scheldetalbahn“).

### Verkehr
Um den vom Orkan Kyrill verursachten Windbruch leichter abtransportieren zu können, wurden die Bahngleise auf dem letzten verbliebenen Teilstück der zum Jahr 2002 stillgelegten Scheldetalbahn wieder für die Industrie geöffnet. In Höhe des oberen Endes des Perfstausees; nahe dem Abzweig der Kreisstraße 108 nach Wiesenbach wurde eine Holzverladestelle eingerichtet. Von dort wird das Holz in großen Mengen per Güterzug – ab Wallau auf der Oberen Lahntalbahn – zu verarbeitenden Sägewerken transportiert.
Durch den Ort führt die Bundesstraße 253.

#### Öffentliche Verkehrsmittel

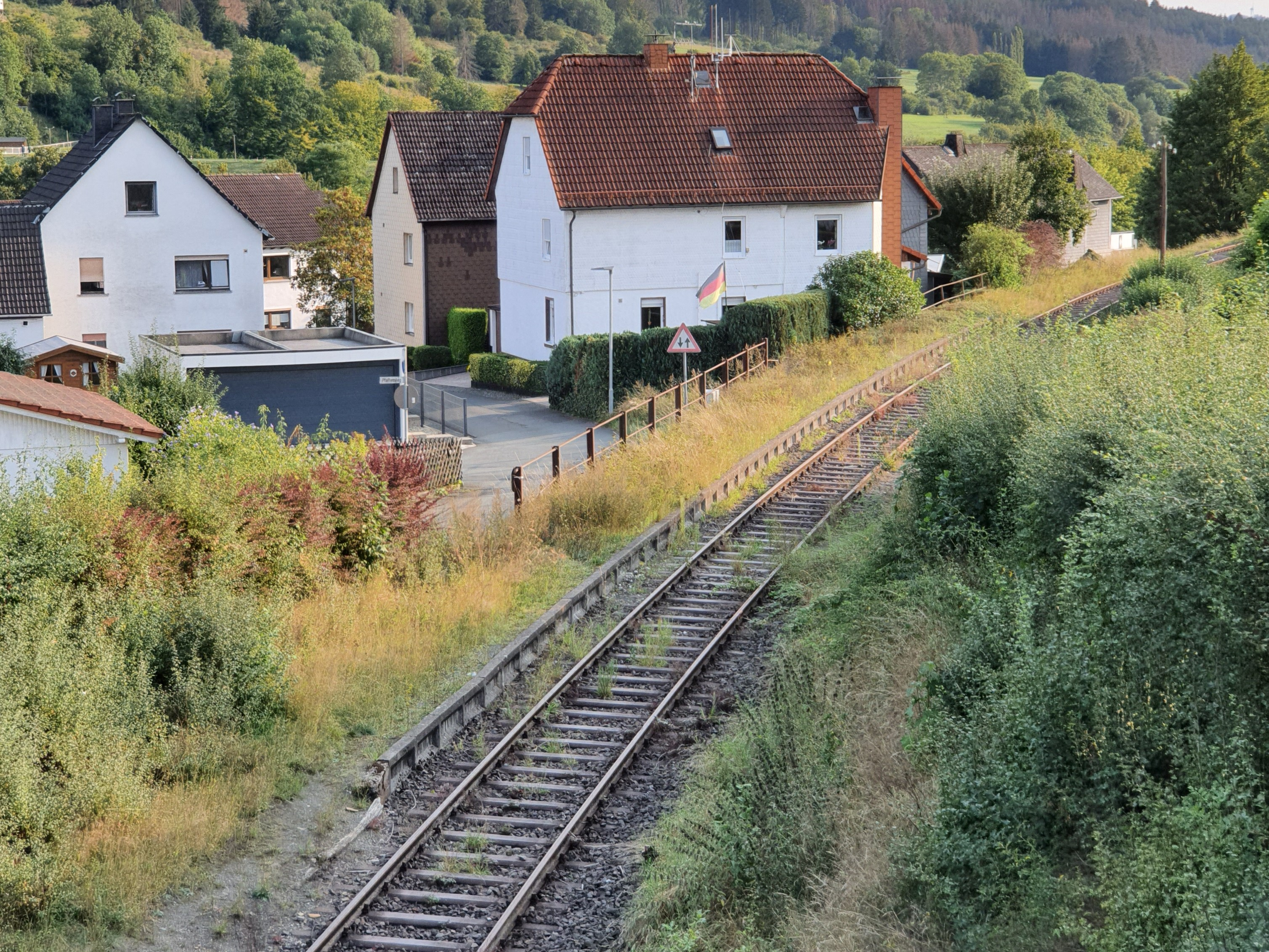
Der ehemalige Haltepunkt Breidenstein (Kr. Biedenkopf) an der Scheldetalbahn (2020)

Heute ist der Ort durch folgende Buslinien über die beiden Haltestellen Schlossstraße und Perfstausee an das ÖPNV-Netz des RMV angebunden:
- 491: Dillenburg–Niedereisenhausen–Biedenkopf (und zurück)
- X41: Dillenburg–Eschenburg–Biedenkopf (und zurück) (Expressbus)
- MR-51: Biedenkopf–Niedereisenhausen–Friedensdorf–Biedenkopf
- MR-52: Biedenkopf–Friedensdorf–Niedereisenhausen-Biedenkopf

An der Scheldetalbahn lag auch der Haltepunkt Breidenstein (Kr. Biedenkopf), der zur Steigerung der Attraktivität der Strecke erst 1955 eröffnet wurde, obwohl die Strecke schon seit ihrer Eröffnung 1911 durch die Stadt führte und diese sich beim Bau sogar dazu verpflichtete, Gelände für eine Station bereitzustellen. Bis dahin habe es den Spottvers „Breidenstein, die kleine Stadt, die zwei Barone und keinen Bahnhof hat“ gegeben. Bei der feierlichen Eröffnung des Haltepunktes wurde eine Abwandlung des Volksliedes „Auf de schwäbsche Eisebahne“ gesungen (siehe „Bei der Grinnsche Eisebahne“).
Seit der Einstellung des Personenverkehrs im Mai 1987 wird der Haltepunkt nicht mehr bedient, zuletzt hielten zwei Züge pro Tag und Richtung. Das Wartehäuschen wurde 1990 abgebaut und der Bahnsteig ist mittlerweile bewachsen.

### Öffentliche Einrichtungen

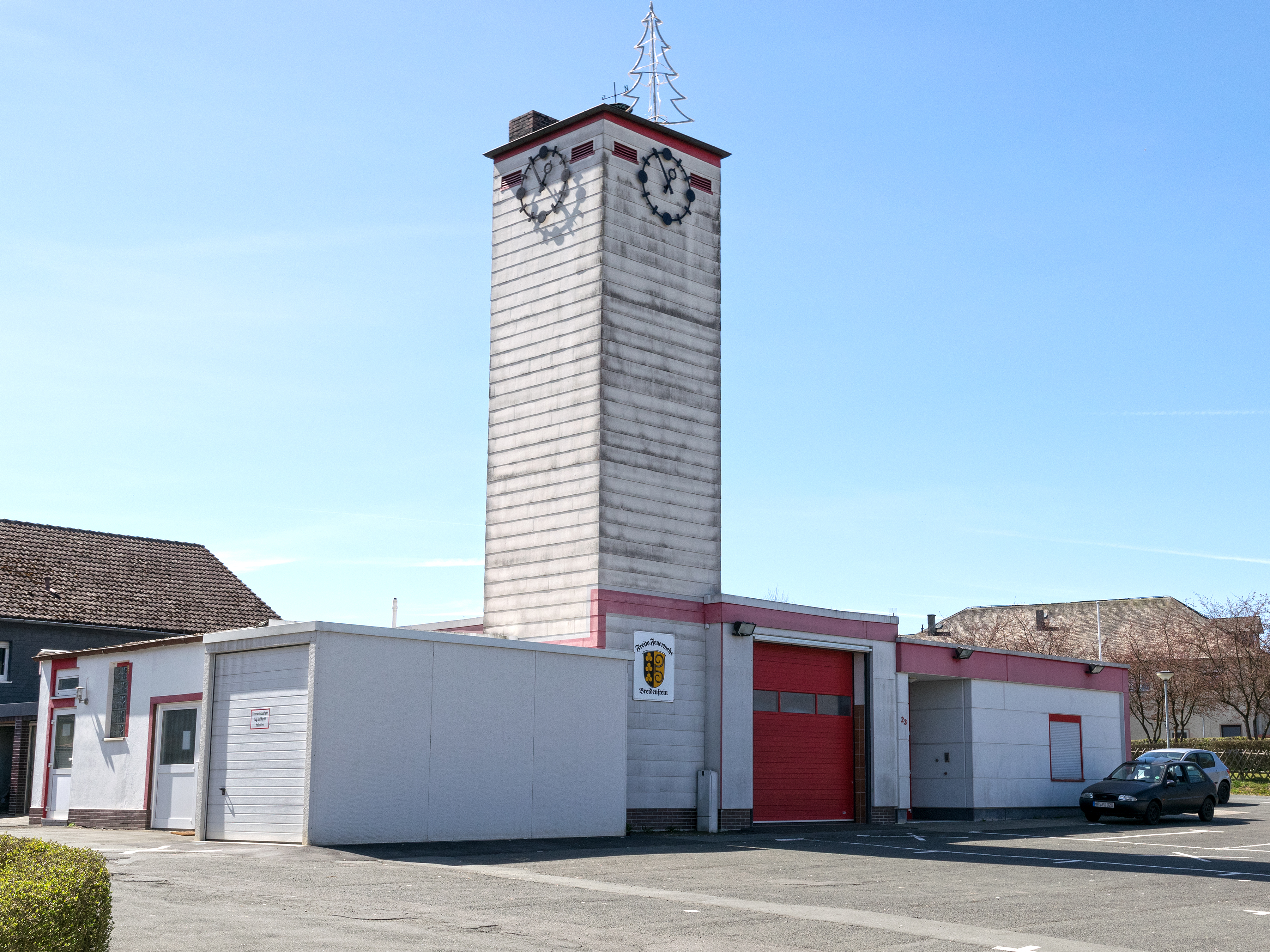
Die Freiwillige Feuerwehr (2015)

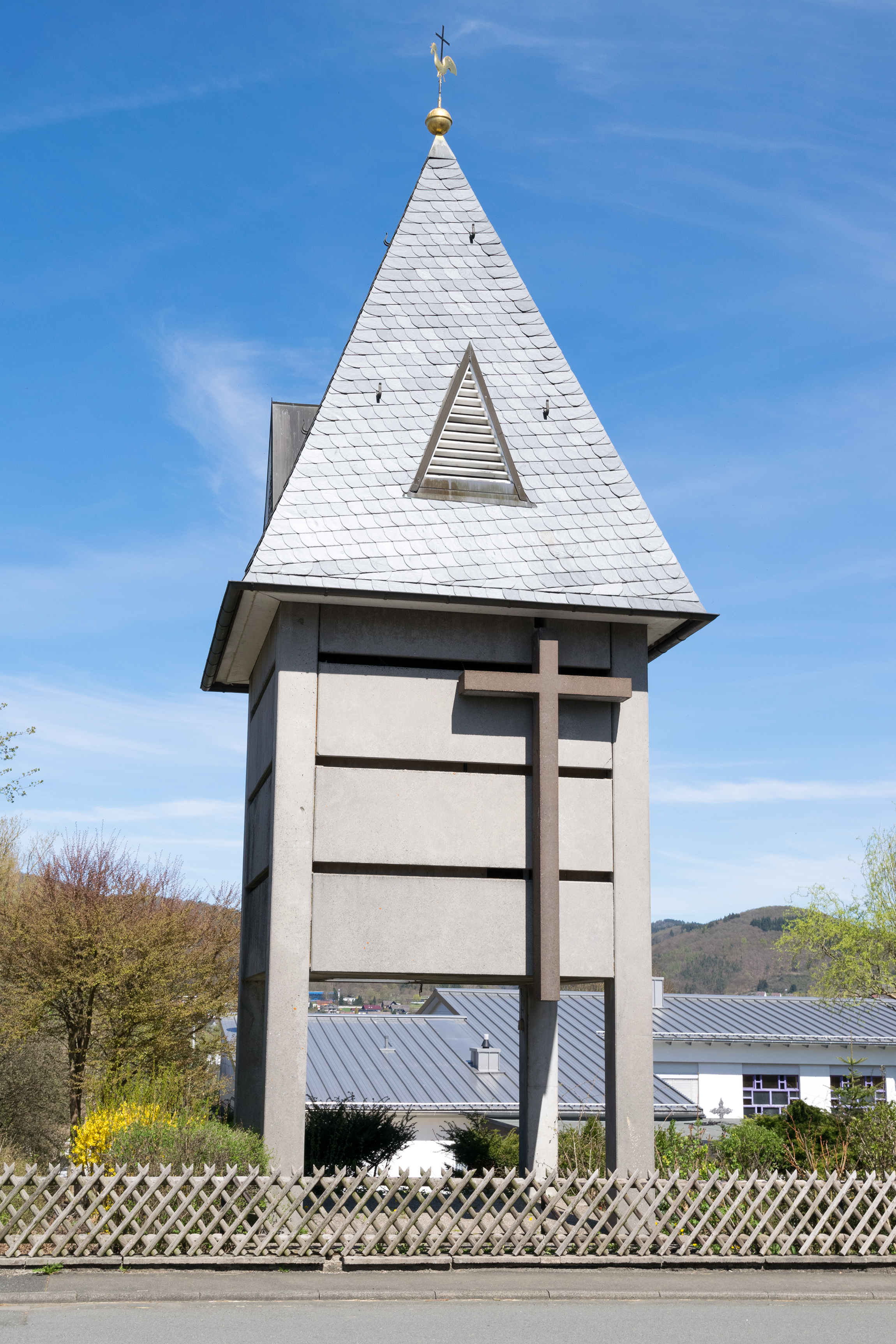
Glockenturm der evangelischen Kirche (2015)

Im Ort gibt es eine Grundschule („Endenbergschule“, seit 1967; ersetzte Schule an der Hauptstraße), eine Kindertagesstätte der evangelischen Kirchengemeinde (seit 1987, zuvor im Bürgerhaus untergebracht) und eine Freiwillige Feuerwehr (seit 1928; die zweitgrößte der Stadt Biedenkopf). „Im Endebergsfeld“ existiert ein Ferienhausgebiet mit rund 40 Häusern. Am 10. September 1972 wurde am Endenberg eine Freizeithalle mit einem 135 m² großen Saal eingeweiht. Zuvor bestand schon das Bürgerhaus mit Bücherei und einem ebenso großen Saal, an der „unteren Haide“, gegenüber des Feuerwehrhauses, aus dem Jahr 1960. Außerdem existiert in diesem Bereich eine evangelische Kirche aus dem Jahr 1959 mit einem markanten separat stehenden Glockenturm.

## Persönlichkeiten
- Carl Breidenbach zu Breidenstein (1789–1847), hessischer General und Politiker
- Helmut Spengler (* 1931), Theologe und Vikar in Breidenstein
- Sibylle Bamberger (* 1968), Autorin und Journalistin, geboren und aufgewachsen in Breidenstein